# Mischocarpus australis
Mischocarpus australis är en kinesträdsväxtart som beskrevs av Sally T. Reynolds. Mischocarpus australis ingår i släktet Mischocarpus och familjen kinesträdsväxter. Inga underarter finns listade i Catalogue of Life.